# Труан (Об)
Труа́н (фр. Trouans) — коммуна во Франции, находится в регионе Шампань — Арденны. Департамент — Об. Входит в состав кантона Рамрюпт. Округ коммуны — Труа.
Код INSEE коммуны — 10386.
Коммуна расположена приблизительно в 145 км к востоку от Парижа, в 38 км южнее Шалон-ан-Шампани, в 39 км к северу от Труа.

## Население
Население коммуны на 2008 год составляло 225 человек.
| 1962 | 1968 | 1975 | 1982 | 1990 | 1999 | 2008 |
| ---- | ---- | ---- | ---- | ---- | ---- | ---- |
| 279  | 284  | 268  | 214  | 199  | 207  | 225  |

## Экономика
В 2007 году среди 125 человек в трудоспособном возрасте (15—64 лет) 89 были экономически активными, 36 — неактивными (показатель активности — 71,2 %, в 1999 году было 71,3 %). Из 89 активных работали 80 человек (45 мужчин и 35 женщин), безработных было 9 (5 мужчин и 4 женщины). Среди 36 неактивных 10 человек были учениками или студентами, 11 — пенсионерами, 15 были неактивными по другим причинам.

## Достопримечательности
- Церковь Сен-Жорж (XVI век). Памятник истории с 1924 года[3]
- Церковь Сен-Пьер
- Крест на кладбище (XIV век). Памятник истории с 1909 года[4]

## Фотогалерея
- Церковь Сен-Жорж
- Интерьер церкви Сен-Жорж
- Мэрия
- Крест на кладбище